# Jean Bellan
Pour les articles homonymes, voir Bellan.
Pas d'image ? Cliquez ici

a Compétitions nationales et continentales officielles uniquement.

Jean Bellan, né le 14 janvier 1919 à Bayonne (Basses-Pyrénées) et mort le 15 septembre 1991 à Pau (Basses-Pyrénées), est un joueur français de rugby à XV et de rugby à XIII. Son frère, Maurice Bellan, est également joueur de rugby à XV et à XIII.
Très vite cité comme l'un des plus grands espoirs du XV français, il signe en 1937 pour le club de rugby à XIII du R.C. Roanne en même temps que Jean Dauger, autre grand espoir du rugby à XV, au sein d'un club de premier plan du Championnat de France de rugby à XIII. Jean Bellan change ainsi de code de rugby et très vite se révèle être incontournable en club qui en fait un titulaire. Lors de ses deux saisons à Roanne, Jean Bellan y remporte tout : la Coupe de France 1938 et le Championnat de France 1939. La Seconde Guerre mondiale éclate et interrompt sa carrière, accompagné d'une interdiction du rugby à XIII.
Durant la Seconde Guerre mondiale, il joue en rugby à XV pour l'A.S. Montferrand et l'U.S. Fumel puis s'engage dans la résistance. À la sortie de la guerre, il retourne dans un premier temps au rugby à XIII en prenant le capitanat de l'U.S. Villeneuve puis change de nouveau de code de rugby pour le XV au Stadoceste tarbais et l'U.S. Mimizan

## Biographie
Jean Bellan naît le 14 janvier 1919 à Bayonne dans les Basses-Pyrénées.
Il a trois frères, Nicolas, Jules et Maurice, qui ont tous joué au rugby à XIII et au rugby à XV.
À partir de 1941, il joue à l'AS Montferrand. Après avoir débuté la saison 1942-1943 avec l'A.S. Montferrand, il s'engage en octobre 1942 au club de l'US Fumel.
Pendant sa carrière de joueur, il devient entraîneur-joueur à l'U.S. Mimizan ainsi qu'au Stade bordelais U.C.. Ensuite, il est l'entraîneur de l'U.S. Coarraze Nay.
Jusqu'en 1976, il est président de l'U.S. Coarraze Nay puis de 1976 à 1991 il en est président d'honneur.
Il meurt le 15 septembre 1991 à Pau.

## Palmarès

### Rugby à XV

#### Statistiques en club
| Saison    | Saison             | Championnat           | Championnat       | Coupe           | Coupe      |
| Saison    | Saison             | Comp.                 | Class.            | Comp.           | Class.     |
| --------- | ------------------ | --------------------- | ----------------- | --------------- | ---------- |
| 1942-1943 | AS Montferrand     | Championnat de France | Finale (zone sud) | Coupe de France | 1/8 finale |
| 1942-1943 | US Fumel           | Championnat de France | Poule de six      | Coupe de France |            |
| 1947-1948 | Stadoceste tarbais | Championnat de France | Poule de huit     | Coupe de France |            |
| 1948-1949 | Stadoceste tarbais | Championnat de France | 1/8 finale        | Coupe de France | 1/4 finale |
| 1949-1950 | US Mimizan         | Championnat de France |                   | Coupe de France |            |

### Rugby à XIII
- Collectif :
  - Vainqueur du Championnat de France : 1939 (Roanne).
  - Vainqueur de la Coupe de France : 1938 (Roanne).

#### Statistiques
| Saison    | Saison                       | Championnat                  | Championnat                  | Coupe                        | Coupe                        |
| Saison    | Saison                       | Comp.                        | Class.                       | Comp.                        | Class.                       |
| --------- | ---------------------------- | ---------------------------- | ---------------------------- | ---------------------------- | ---------------------------- |
| 1937-1938 | RC Roanne                    | Championnat de France        | 1/2 finale                   | Coupe de France              | Vainqueur                    |
| 1938-1939 | RC Roanne                    | Championnat de France        | Champion                     | Coupe de France              | 1/4 finale                   |
| 1940-1945 | Interdiction du rugby à XIII | Interdiction du rugby à XIII | Interdiction du rugby à XIII | Interdiction du rugby à XIII | Interdiction du rugby à XIII |
| 1946-1947 | US Villeneuve                | Championnat de France        | 9e                           | Coupe de France              | 1/8 finale                   |